# Dine Petrik

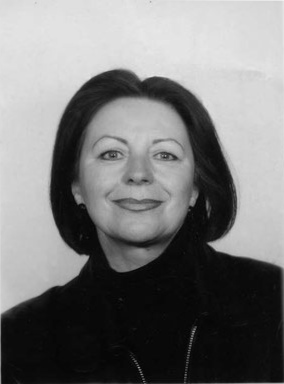
Passbild, Selbstaufnahme der Autorin

Dine Petrik (* 3. September 1942 in Unterfrauenhaid im Burgenland) ist eine österreichische Schriftstellerin. Im 17. Lebensjahr verließ sie ihren Heimatort Unterfrauenhaid. Seitdem lebt sie in Wien. Petrik hat zwei erwachsene Kinder.

## Leben
Dine Petrik spricht selbst von ihrer harten Kindheit, die sie 1959 nach Wien übersiedeln ließ. Sie besuchte die Handelsschule und belegte Abendkurse an der Wiener Kunstschule. Sie arbeitete als Bürolehrling, Fakturistin im pharmazeutischen Großhandel, Apothekenhelferin und Sekretärin. Seit Beginn der 1990er Jahre ist sie als Schriftstellerin tätig.

## Preise und Auszeichnungen
- 1992 Anerkennungspreis des Landes Niederösterreich
- 1992 Arbeitsstipendium, BMfWK, Wien
- 1997 Förderungspreis der Theodor Kery Stiftung, Burgenland
- 1997 BEWAG Lyrik Preis (Platz 2), Burgenland
- 1997 Österreichischer Buch Preis
- 1998 Theodor-Körner-Preis, (Wissenschaft), Wien
- 1999 Arbeitsstipendium, Kunstsektion, Wien
- 2003 Reisestipendium, KS., Wien
- 2006 Hermes Literaturpreis, 1. Platz
- 2008 FAST forWORT Poesiepreis, 2. Platz
- 2013 Forum Land, Sonderpreis 2013: Prämierter Prosabeitrag
- 2015 2. Preis des Lyrikwettbewerbes VKSÖ

## Werke (Auswahl)
- Sonaten für Wasser und Wind, Debüt mit Gedichtband, Edition Rötzer, 1990.
- Die Hügel nach der Flut. Was geschah wirklich mit Hertha K.?, Otto Müller, 1997.
- Befragung des Zorns, Gedichte, Otto Müller, 1999. Ausgewählte Gedichte, Podium P.32, 2007.
- Jenseits von Anatolien. Eine Reise ins Oströmische Reich, Promedia 2002.
- Bibliotheca Alexandrina. Unterwegs auf Weltwunderboden, Sonderzahl, 2005.
- Ich war nicht immer so, Biograf. Arbeit über Hertha Kräftner: Alles ist in mir, 2007.
- wortreich.verschwiegen, Gedichte, Literaturedition NÖ, 2009.
- Die verfehlte Wirklichkeit, Biografie über Hertha Kräftner, ArtScience, 2011.
- Flucht vor der Nacht, Roman, Verlag Bibliothek der Provinz, 2015, ISBN 978-3-99028-367-7.
- Funken.Klagen, Gedichte, Verl. Bibliothek d. Provinz, 2016, ISBN 978-3-99028-542-8.
- Stahlrosen zur Nacht, Strophen eines Romans, Verl. Bibliothek d. Provinz, 2018, ISBN 978-3-99028-733-0.
- Traktate des Windes. Klage, Getöse, Flucht, Gedichte, Verl. Bibliothek d. Provinz, 2019, ISBN 978-3-99028-829-0.
- Ich bin wie ein kaltes Reptil, Hertha Kräftner: Spurensuche und Sittenbild, Verl. Bibliothek d. Provinz, 2022, ISBN 978-3-99126-102-5.
- Handgewebe lapisblau. Lyrics, artgeredet, vertont, Verl. Bibliothek d. Provinz, 2023, ISBN 978-3-99126-175-9.
- Verstaubte Götter. Historisches, Zeitnahes, Verlag Bibliothek der Provinz, 2025, ISBN 978-3-99126-336-4.